# 1950 ve filmu

## Události
15. ledna měla premiéru animovaná pohádka Popelka ze studia Walt Disney.

## Nejvýdělečnější filmy roku
| Pořadí | Název              | Země | Tržba (v dolarech) |
| ------ | ------------------ | ---- | ------------------ |
| 1.     | Popelka            | USA  | 34 101 149         |
| 2.     | Annie Get Your Gun | USA  | 8 010 000          |
| 3.     | Destination Moon   | USA  | 4 919 000          |
| 4.     | Fancy Pants        | USA  | 2 600 000          |

## Ocenění

### Oscar
Nejlepší film: Vše o Evě
Nejlepší režie: Joseph L. Mankiewicz
Nejlepší mužský herecký výkon: José Ferrer – Cyrano z Bergeracu
Nejlepší ženský herecký výkon: Judy Hollidayová – Včera narození
Nejlepší mužský herecký výkon ve vedlejší roli: George Sanders – Vše o Evě
Nejlepší ženský herecký výkon ve vedlejší roli: Josephine Hull – Harvey

### Zlatý glóbus
Drama
Nejlepší film: Sunset Blvd.
Nejlepší herec: José Ferrer – Cyrano z Bergeracu
Nejlepší herečka: Gloria Swansonová – Sunset Blvd.
Muzikál nebo komedie
Nejlepší film: žádný
Nejlepší herec: Fred Astaire – Three Little Words
Nejlepší herečka: Judy Hollidayová – Včera narození
Jiné
Nejlepší režie: Billy Wilder – Sunset Blvd.

## Narozeniny
- 16. ledna – Debbie Allenová, americká herečka, tanečnice a choreografka
- 23. ledna – Richard Dean Anderson, americký herec
- 24. ledna – Daniel Auteuil, francouzský herec
- 3. února – Morgan Fairchildová, americká herečka
- 18. února – Cybill Shepherdová, americká herečka a zpěvačka
- 22. února – Julie Waltersová, britská herečka
- 25. února – Neil Jordan, irský režisér
- 11. března – Jerry Zucker, americký režisér, producent
- 13. března – William H. Macy, americký herec a režisér
- 16. března – Kate Nelliganová, kanadská herečka
- 18. března – Brad Dourif, americký herec
- 20. března – William Hurt, americký herec († 13. března 2022)
- 26. března – Martin Short, americký herec, scenárista a producent
- 30. března – Robbie Coltrane, britský herec († 14. října 2022)
- 4. dubna – Christine Lahtiová, americký herečka
- 13. dubna
  - Ron Perlman, americký herec
  - William Sadler, americký herec
- 29. dubna – Phillip Noyce, australský filmový režisér
- 12. května – Gabriel Byrne, irský herec a filmař
- 26. června – Susan Georgeová, britská herečka
- 11. července – Bruce McGill, americký herec
- 21. září – Bill Murray, americký herec a komik
- 28. září – John Sayles, americký režisér a scenárista
- 1. října – Randy Quaid, americký herec
- 31. října – John Candy, kanadský komik a herec († 4. března 1994)
- 28. listopadu – Ed Harris, americký herec, scenárista a filmový producent
- 12. prosince – Rajnikanth, indický herec

## Úmrtí
- 3. ledna – Emil Jannings, německý herec
- 12. ledna – John M. Stahl, americký režisér a producent
- 10. března – Marguerite De La Motte, americká herečka
- 7. dubna – Walter Huston, kanadský herec a zpěvák, držitel ceny Oscar
- 23. října – Al Jolson, americký herec, zpěvák a komik
- 28. října – Maurice Costello, americký jevištní herec
- 28. prosince – William Garwood, americký herec

## Filmové debuty
- Marlon Brando
- Charlton Heston
- Sidney Poitier
- Debbie Reynoldsová